# 苏伯民
苏伯民（1964年12月—），甘肃定西人，汉族，无党派人士。中华人民共和国政治人物、第十三届全国人民代表大会甘肃省代表。

## 生平
2018年，苏伯民被选为甘肃省出席第十三届全国人民代表大会代表。